# Maisara Elnagar
Maisara Elnagar (in arabo ميسرة النجار‎?; 23 giugno 1992) è un judoka egiziano.

## Palmarès
- Campionati africani

Libreville 2015: bronzo nei +100kg;
Antanarivo 2017: argento nei +100kg e bronzo nella gara open;
Tunisi 2018: argento nella gara open.
- Campionati africani di judo juniores

Brazzaville 2015: oro nei +100kg.